# Heidi (film 2015)
Heidi è un film del 2015 diretto da Alain Gsponer.
Basato sull'omonimo romanzo di Johanna Spyri.

## Trama
Heidi è una bambina che vive assieme alla zia Dete, prima d'essere portata presso suo nonno, il "Vecchio dell'Alpe", che in paese non ha una bella reputazione, in una casa fra i monti della Svizzera. Qui passa il suo tempo con l'amico Peter e pascola le capre del nonno. La sua vita viene stravolta quando la zia decide di portarla a Francoforte, nella casa del signor Sesemann. Qui fa la conoscenza di Clara, la figlia di Sesemann, costretta su una sedia a rotelle, e della sua rigida governante, la signora Rottenmeier. Heidi va molto d'accordo con Clara, ma ha ben presto nostalgia della sua casa e del nonno e vuole ritornare sulle sue amate montagne, però allo stesso tempo vuole stare con Clara. Così Heidi, costretta anche per motivi di salute torna dal nonno, portando alla nonna di Peter dei panini soffici, e scrive una lettera a Clara, che non ci penserà due volte ad andarla a trovare.
Peter non molto contento del suo arrivo, abituato alla sola presenza di Heidi, fa scivolare lungo un torrente la sua sedia a rotelle, però il nonno decide di portarla sulle spalle con Heidi al pascolo. Mentre è seduta su una roccia, Clara ammira una farfalla poggiatale al piede, che quando vola via, lei cerca di inseguire, quasi riuscendoci, davanti agli occhi stupiti di Heidi e Peter, che corrono subito ad aiutarla. Il giorno dopo arriva il signor Sesemann per riportare a casa Clara non gradendo il posto, ma rimane scioccato al vederla venirgli incontro con le sue gambe e non più su una sedia a rotelle e lui la abbraccia chiedendole scusa. Prima di partire, la nonna di Clara regala un diario ad Heidi, con una matita, incoraggiandola a scrivere favole, nonostante le prese in giro dei compagni di classe.
Il film si conclude con Heidi e Peter spensierati nel pascolo a prendere il sole e con Heidi che si mette a correre felice .

## Produzione
Il film è stato girato in varie località alpine, principalmente del canton Grigioni, come Bergün e Rheinwald.
La baita di Heidi si trova al di sopra del paese di Sufers col suo omonimo lago, formato dall'omonima diga sul Reno Posteriore ("Hinterrhein"), che dista 46 km da Coira e 70 km da Bellinzona, non lontano dal pittoresco borgo di Splügen.
Anuk Steffen, la giovane attrice (10 anni all'epoca) che interpretava Heidi, venne scelta da una rosa di 500 candidate; essendo originaria di Coira, parlava lo stesso dialetto che la "vera" Heidi dovrebbe parlare.

## Distribuzione
In Svizzera tedesca e in Germania il film è uscito il 10 dicembre 2015, mentre nella Svizzera italiana e in Italia è giunto il 24 marzo 2016.